# Albert de Saxònia (filòsof)
Albert de Saxònia (alemany: Albert von Rickmersdorf)  (Bahrdorf, 1316 - Halberstadt, 8 de juliol de 1390), conegut també com Albert de Helmstedt, Albert de Rickmersdorf o com Albertutius, va ser un filòsof alemany conegut per les seves contribucions en la lògica i la física. Va ser el bisbe d'Halberstadt des de 1366 fins a la seva mort.

## Biografia
Albert de Saxònia va néixer a Rickensdorf prop de Helmstedt, era fill d'un pagès en una ciutat petita; però pel seu talent, va poder estudiar a Helmsted, Magdeburg i, potser, Erfurt abans d'anar a la Universitat de París, en la qual se sap segur que va obtenir el títol de magister el 1351.
A París, va ser professor des de 1351 fins a 1362. Estudià teologia a la Sorbonne. El 1362, Albert de Saxònia va deixar París per anar a la cort del Papa Urbà V a Avignon per tal de negociar la fundació de la Universitat de Viena amb l'emperador Rodolf IV d'Habsburg, institució de la qual va ser el fundador i el primer rector.
La seva carrera acadèmica es va acabar el 1366 en ser nomenat bisbe de Halberstadt, localitat en la qual va morir el 1390.

## Filosofia
Albert de Saxònia va ser deixeble a París de Jean Buridan i, com ell, va practicar la filosofia natural de forma experimental, dins del pensament escolàstic, combinant l'anàlisi crítica del llenguatge amb el realisme epistemològic. El fet que les seves obres siguin tan conegudes rau en el fet que van ser impreses en els segles XVI i XVII, al contrari que les del seu mestre, Buridan, i el seu contemporani, Nicolau Oresme.

Els tres estadis de la teoria de límpetu segons Albert von Sachsen

En lògica, Albert de Saxònia està molt influït per Guillem d'Occam, els comentaris del qual sobre la Logica vetus (de Porfiri) i les Categoriae i el De interpretatione (d'Aristòtil) van ser objecte d'una sèrie d'estudis anomenats Quaestiones. Albert de Saxònia pren d'Occam la concepció dels universals i el concepte de suppositiones.
Els ensenyaments d'Albert de Saxònia en filosofia natural estaven molt influenciats per la teoria de l'ímpetu. Aquesta teoria va ser la precursora de l'actual teoria de la inèrcia, iniciant una nova teoria dinàmica que posaria fi a les intel·ligències motrius aristotèliques, estudiant la caiguda lliure dels coses i intentant calcular-ne l'acceleració.
Les seves argumentacions consistien en un seguit, més o menys llarg, de conseqüències lògiques de les quals calia establir la seva validesa: si alguna conseqüència no es corresponia amb la realitat, volia dir que l'antecedent no és vàlid. I, així successivament.

## Obra

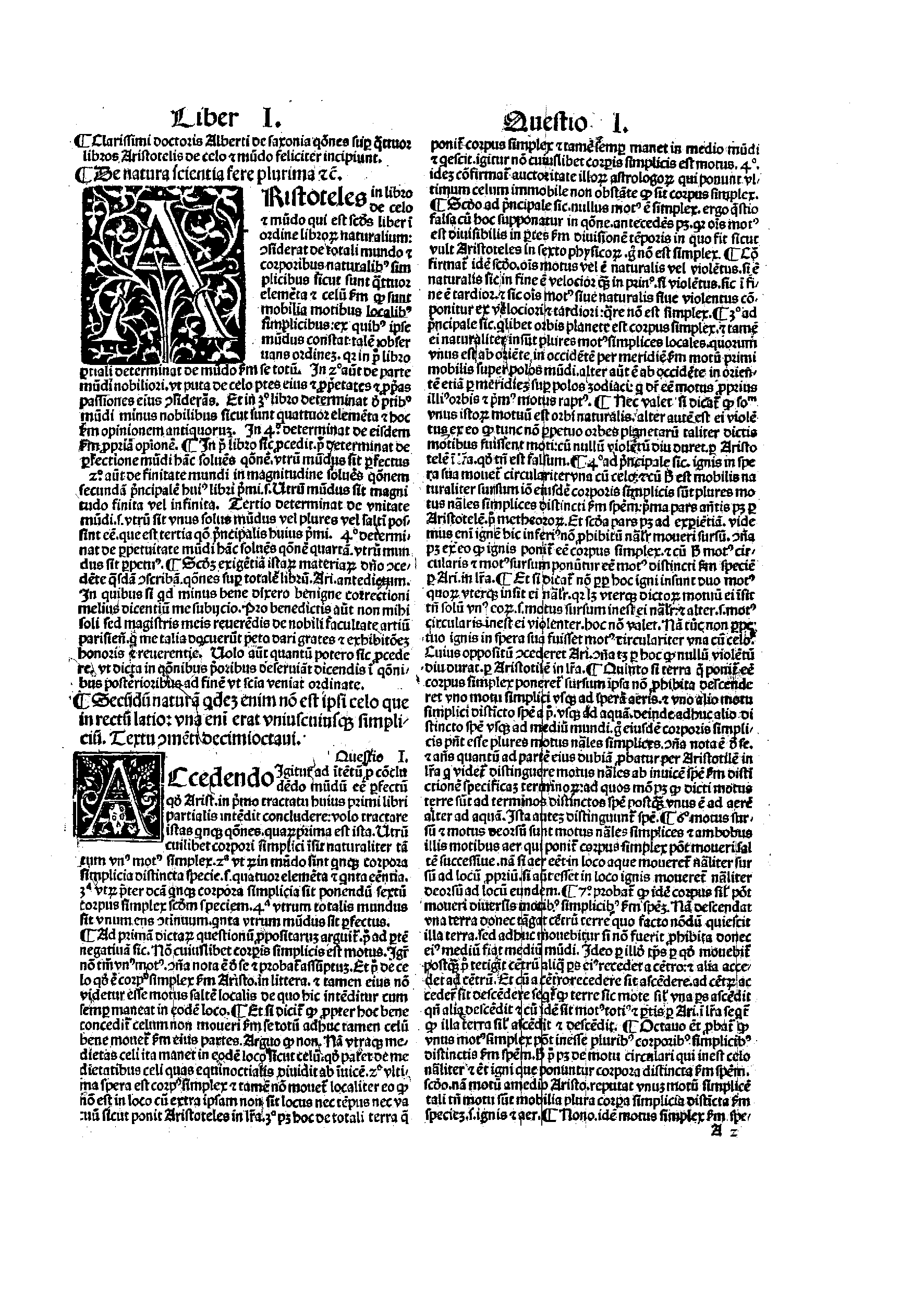
Pàgina del Questiones subtilissime imprès el 1492 a Venècia.

Probablement la majoria de les seves obres van ser escrites mentre era professor a París i, tot i que segueixen els ensenyaments de Buridan, Occam, Oresme i Bradwardine, Albert de Saxònia és un pensador original que combina les idees dels seus mestres i les presenta d'una forma força didàctica.
- Perutilis Logica Magistri Alberti de Saxonia (Lògica molt útil), Venècia 1522
- Albert of Saxony's twenty-five disputed questions on logic. A critical edition of his Quaestiones circa logicam / editat per Michael J. Fitzgerald, Leiden: Brill, 2002
- Quaestiones in artem veterem edició crítica per Angel Muñoz Garcia, Maracaibo, Venezuela: Universidad del Zulia,1988
- Quaestiones on the Posterior Analytics
- Quaestiones logicales (Questions lògiques)
- De consequentiis - atribuïda
- De locis dialecticis atribuïda
- Sophismata et Insolubilia et Obligationes, Paris 1489 i Hildesheim 1975 (reproducció)
- Expositio et quaestiones in Aristotelis Physicam ad Albertum de Saxonia attributae edició crítica per Benoit Patar, Leuven, Peeters Publishers, 1999
- Questiones subtilissime in libros Aristotelis de caelo et mundo, Venècia, 1492.
- Questiones subtilissime super libros posteriorum, Venècia, 1497. Hildesheim, 1986 (reproducció)
- Alberti de Saxonia Quæstiones in Aristotelis De cælo edició crítica per Benoit Patar, Leuven, Peeters Publishers, 2008
- De latudinibus, Pàdua 1505
- De latitudinibus formarum
- De maximo et minimo
- De quadratura circuli (Sobre la quadratura del cercle)
- Tractatus proportionum, Venècia 1496 i Viena 1971: editat per Hubertus L. Busard